# Felix Dünnemann
Felix Dünnemann (* 8. Juli 1962 in Kassel) ist ein deutscher Filmregisseur.
Zunächst war er zehn Jahre lang beim Rundfunk. Anschließend hat er an der Hochschule für Fernsehen und Film München studiert. 1995 erschien mit Der Mann, der Angst vor Frauen hatte sein Debüt-Langfilm. Es folgten einige Fernsehfilme. Ab 2004 hatte er die Regie bei der Serie Der Heiland auf dem Eiland.
Er unterrichtet als Dozent dramaturgisches Schreiben in München.

## Filmographie
- 1995: Der Mann, der Angst vor Frauen hatte (+ Drehbuch)
- 1998: Caipiranha – Vorsicht, bissiger Nachbar!
- 1999: Benzin im Blut (Pilotfolge)
- 2001: Es muss Liebe sein
- 2002: Problemzone Mann
- 2003: Vier Küsse und eine E-Mail
- 2004–2005: Der Heiland auf dem Eiland (Fernsehserie, 14 Folgen)
- 2008: Griechische Küsse